# Anthomyia agrorum
Anthomyia agrorum este o specie de muște din genul Anthomyia, familia Anthomyiidae. A fost descrisă pentru prima dată de Johann Wilhelm Meigen în anul 1838.
Este endemică în Germania. Conform Catalogue of Life specia Anthomyia agrorum nu are subspecii cunoscute.